# Mahmoud Eid
Mahmoud Eid (Nyköping, 26 giugno 1993) è un calciatore palestinese con cittadinanza svedese, attaccante del Nam Định e della nazionale palestinese.

## Carriera

### Club
L'11 agosto 2016, il Kalmar ha reso noto l'ingaggio di Eid, che si è legato al nuovo club con un contratto valido fino al 31 dicembre 2019. Ha esordito in Allsvenskan il successivo 20 agosto, trovando anche la rete che ha sancito il successo per 0-1 sul campo dell'Helsingborg.
Il 28 marzo 2018 è stato ceduto in prestito ai norvegesi del Mjøndalen, fino al 15 luglio. La seconda parte della stagione l'ha disputata invece nella seconda serie svedese, al GAIS.
Nel 2019 invece ha iniziato il campionato di Allsvenskan con il Kalmar, dato che la società biancorossa lo ha mantenuto in rosa dopo il rientro dai due prestiti. Qui ha mantenuto lo stesso ruolino di un gol in 10 presenze fatto registrare anche l'anno prima in prestito al GAIS.
Rimasto svincolato, nel gennaio 2020 ha firmato un contratto con gli indonesiani del Persebaya Surabaya. Qui ha giocato due partite di Liga 1 tra febbraio e marzo, ma poi il campionato è stato sospeso a tempo indeterminato a causa della pandemia di COVID-19. A dicembre, quando Eid ha lasciato la squadra, la competizione non era ancora ripresa.
Nel gennaio del 2021 è stato presentato dai qatarioti dell'Al-Mesaimeer, nell'agosto 2021 invece dall'Al-Muharraq, club del Bahrain, mentre nel gennaio 2022 ha iniziato a giocare in Thailandia nel Nongbua Pitchaya.

### Nazionale
Ha esordito con la nazionale palestinese nel 2014.

## Statistiche

### Presenze e reti nei club
Statistiche aggiornate al 28 marzo 2018.
| Stagione        | Club               | Campionato      | Campionato | Campionato | Coppe nazionali | Coppe nazionali | Coppe nazionali | Coppe continentali | Coppe continentali | Coppe continentali | Supercoppe | Supercoppe | Supercoppe | Totale | Totale |
| Stagione        | Club               | Comp            | Pres       | Reti       | Comp            | Pres            | Reti            | Comp               | Pres               | Reti               | Comp       | Pres       | Reti       | Pres   | Reti   |
| --------------- | ------------------ | --------------- | ---------- | ---------- | --------------- | --------------- | --------------- | ------------------ | ------------------ | ------------------ | ---------- | ---------- | ---------- | ------ | ------ |
| 2011            | Hammarby Talang FF | D1              | 17         | 1          | -               | -               | -               | -                  | -                  | -                  | -          | -          | -          | 17     | 1      |
| 2012            | Vasalund           | D1              | 20         | 3          | CS              | 1               | 1               | -                  | -                  | -                  | -          | -          | -          | 21     | 4      |
| gen.-lug. 2013  | Vasalund           | D1              | 11         | 3          | CS              | 0               | 0               | -                  | -                  | -                  | -          | -          | -          | 11     | 3      |
| Totale Vasalund | Totale Vasalund    | Totale Vasalund | 31         | 6          |                 | 1               | 1               |                    | -                  | -                  |            | -          | -          | 32     | 7      |
| lug.-dic. 2013  | Nyköping           | D1              | 8          | 6          | CS              | 1               | 0               | -                  | -                  | -                  | -          | -          | -          | 9      | 6      |
| 2014            | Nyköping           | D1              | 22         | 6          | CS              | 1               | 0               | -                  | -                  | -                  | -          | -          | -          | 23     | 6      |
| 2015            | Nyköping           | D1              | 18         | 9          | CS              | 0               | 0               | -                  | -                  | -                  | -          | -          | -          | 18     | 9      |
| Totale Nyköping | Totale Nyköping    | Totale Nyköping | 48         | 21         |                 | 2               | 0               |                    | -                  | -                  |            | -          | -          | 50     | 21     |
| gen.-ago. 2016  | Åtvidaberg         | S               | 16         | 8          | CS              | 0               | 0               | -                  | -                  | -                  | -          | -          | -          | 16     | 8      |
| ago.-dic. 2016  | Kalmar             | A               | 10         | 2          | CS              | 3               | 0               | -                  | -                  | -                  | -          | -          | -          | 13     | 2      |
| 2017            | Kalmar             | A               | 15         | 0          | CS              | 1               | 1               | -                  | -                  | -                  | -          | -          | -          | 16     | 1      |
| Totale Kalmar   | Totale Kalmar      | Totale Kalmar   | 25         | 2          |                 | 4               | 1               |                    | -                  | -                  |            | -          | -          | 29     | 3      |
| 2018            | Mjøndalen          | 1D              | 0          | 0          | CN              | 0               | 0               | -                  | -                  | -                  | -          | -          | -          | 0      | 0      |
| Totale          | Totale             | Totale          | 137        | 38         |                 | 7               | 2               |                    | -                  | -                  |            | -          | -          | 144    | 40     |

## Palmarès

### Club

#### Competizioni nazionali
- Thai FA Cup: 1

Bangkok United: 2023-2024